# Samboja
Samboja is een onderdistrict (kecamatan) en een dorp in het regentschap Kutai Kartanegara van de provincie Oost-Kalimantan op het Indonesische deel van het eiland Borneo. 
Samboja is gelegen aan de Straat Makassar tussen de havenstad Balikpapan en de provinciehoofdstad Samarinda. 
In Samboja (oude spelling: Sambodja) wordt sinds 1910 aardolie gewonnen. Hiervoor worden jaknikkers gebruikt. De olie gaat voor verdere verwerking per pijpleiding naar de raffinaderij in Balikpapan.
Het onderdistrict bestaat uit 23 kelurahan: Beringin Agung, Bukit Raya, Karya Jaya, Tani Bhakti, Amborawang Darat, Amborawang Laut, Argosari, Bukit Merdeka, Handil Baru, Handil Baru Darat, Kampung Lama, Karya Merdeka, Kuala Samboja, Margomulyo, Muara Sembilang, Salok Api Darat, Salok Api Laut, Sanipah, Sungai Merdeka, Sungai Seluang, Tanjung Harapan, Teluk Pemedas en Wonotirto.
In Sungai Merdeka, ten westen van het dorp Samboja, bevindt zich sinds eind jaren '80 van de twintigste eeuw een  wetenschappelijk onderzoeksstation op het terrein van behoud en beheer van het tropisch bos. Het tropisch regenwoud in Samboja is aan het eind van de twintigste eeuw verdwenen door bosbranden en houtkap. 
Samboja kwam in augustus 2019 in het wereldnieuws toen de plaats door president Joko Widodo werd genoemd als mogelijke locatie voor de nieuwe hoofdstad van Indonesië.

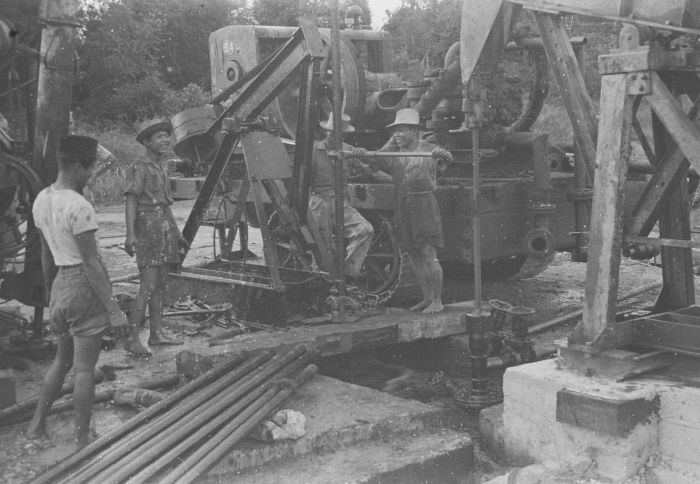
Arbeiders van de Bataafse Petroleum Maatschappij rond een jaknikker
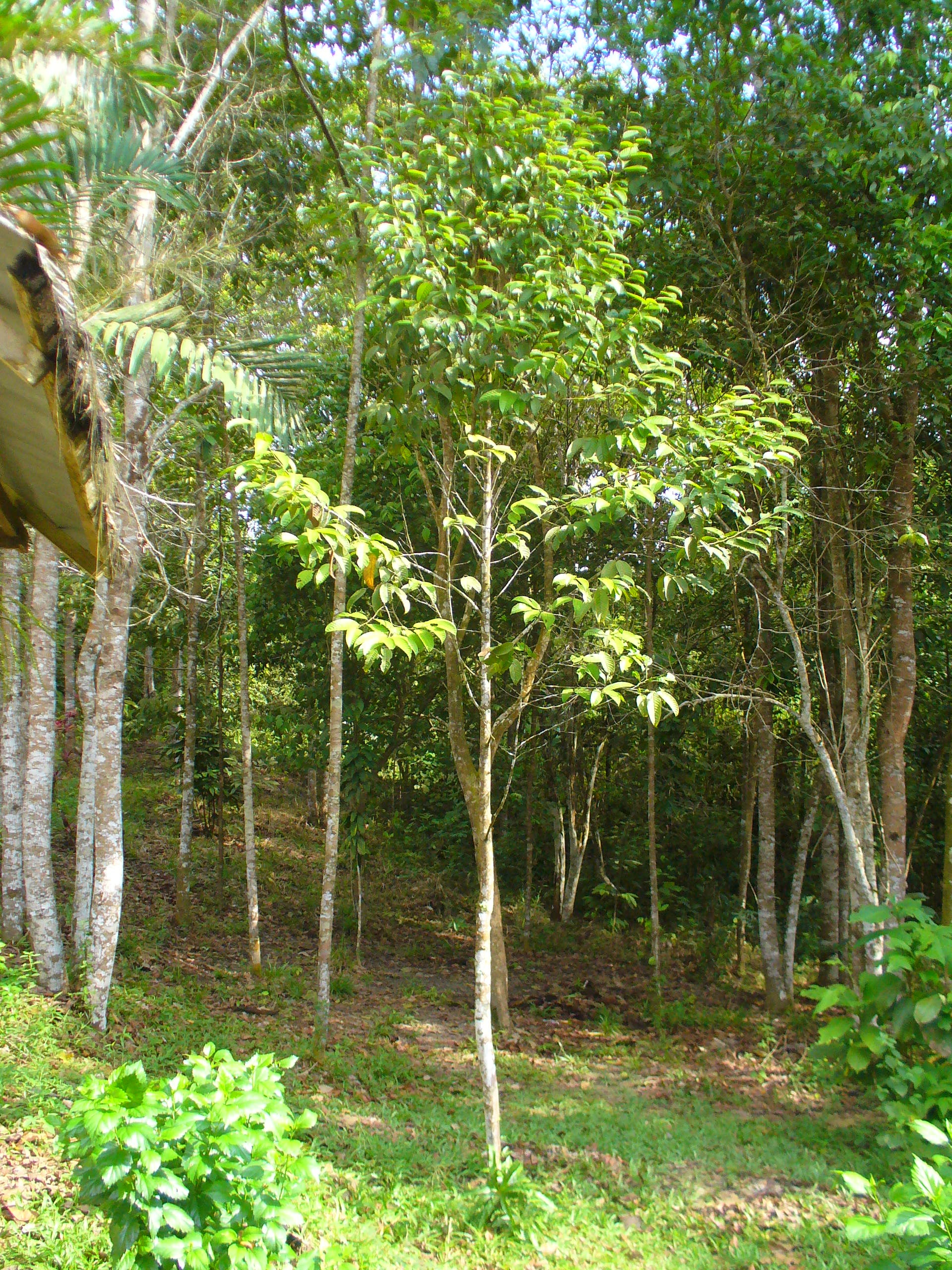
Plantage met jonge meranti (Shorea leprosula) bomen
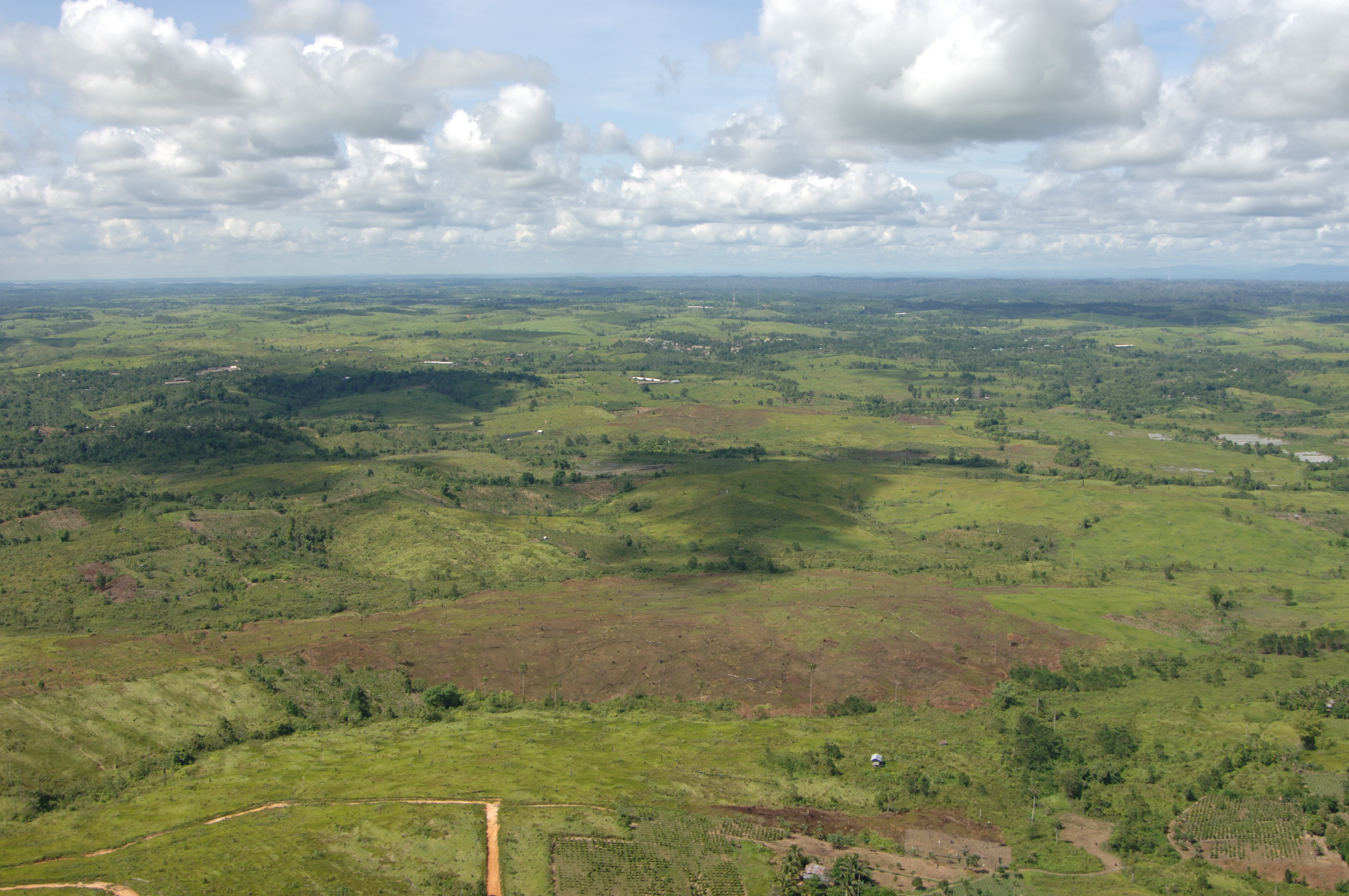
Alan-alang grasvelden bij Samboja
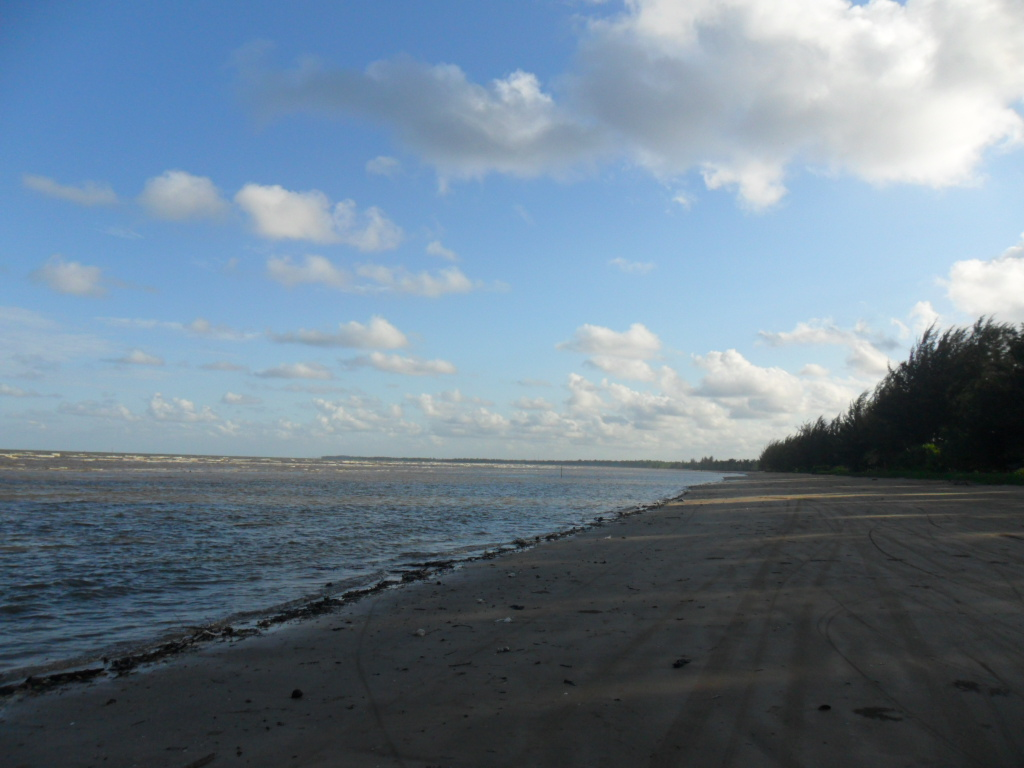
Strand bij Samboja